# 烏克蘭國家足球隊

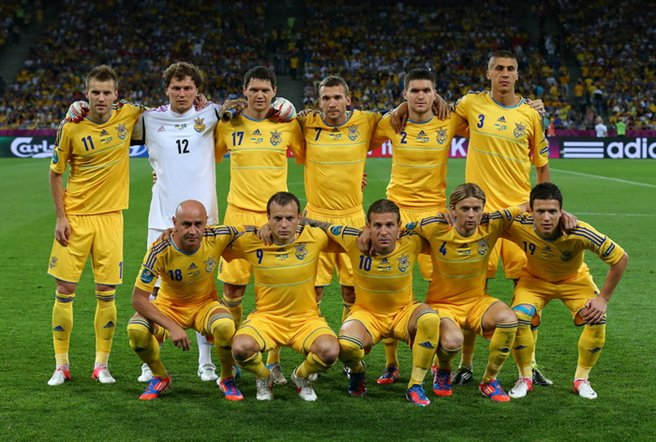
烏克蘭於2012年歐洲國家盃比賽前

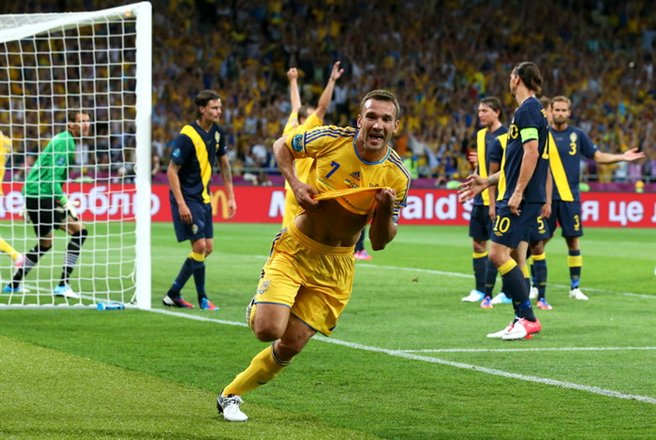
安德烈·舍甫琴科於2012年歐洲國家盃面對瑞典時的進球慶祝畫面.

烏克蘭國家足球隊（烏克蘭語：Збірна України з футболу）是代表烏克蘭的國家足球隊，由烏克蘭足球總會負責管轄，自從蘇聯解體後，他們的首場賽事於1992年4月29日對匈牙利。
目前烏克蘭的球衣贊助商是。

## 歷史
蘇聯未解體時，烏克蘭球員是須要代表蘇聯國家足球隊出賽，當時基輔戴拿模的球員經常成為國家隊的主力球員（1986年世界盃，1988年歐洲國家盃）。90年代時出現多名出色的烏克蘭球員，包括簡察斯基（Andrei Kanchelskis）、奧諾普科（Viktor Onopko）、沙蘭高（Oleg Salenko）、他們當時是代表新成立的俄羅斯國家足球隊參賽，而烏克蘭被禁止參加國際性主要賽事到1994年。
2005年前烏克蘭從未參加過國際性大賽，雖然球隊過往於外圍賽出色，但先後三次在附加賽被淘汰出局。前蘇聯國家隊的烏克蘭名將奥列格·布洛欣於2003年9月成為國家隊新任領隊，球隊於2006年世界盃外圍賽表現出色，最終於2005年9月3日與格魯吉亞打成1-1後可以確定提前出線世界盃，是烏克蘭首次參加國際大賽。在2006年世界杯決賽周中，烏克蘭雖然首場分組賽以0-4敗給西班牙，但最後仍以小組次名出線十六強，再憑互射十二碼淘汰瑞士晉級八強，最後以0-3敗給後來成為冠軍的意大利出局，但已是烏克蘭取得歷來最好的大賽成績。可惜烏克蘭在2008年歐洲國家盃及2010年世界杯都在外圍賽出局。2014年世界盃外圍賽，烏克蘭取得小組次名附加賽資格，與法國爭奪出線決賽周席位，烏克蘭首回合在主場以2-0擊敗法國，本來出線形勢大好，但次回合作客卻被法國以3-0反勝，結果總比數以2-3敗陣，飲恨出局。2018年世界盃外圍賽，烏克蘭落後於冰島及克羅地亞，僅得小組第三名，連續三屆無法打入世界盃決賽周。2022年世界杯外圍賽，烏克蘭落後於法國，以小組次名獲得附加賽資格。附加賽因俄羅斯入侵烏克蘭延遲至2022年6月才進行，烏克蘭雖在附加賽準決賽作客擊敗蘇格蘭晉級決賽，但在決賽不敵另一支來自英倫的球隊威爾斯，未能晉級決賽周。
烏克蘭是2012年歐洲國家盃主辦國之一，自動晉身決賽周，首場分組賽更憑著名將安德烈·舍甫琴科連中兩元，以2-1反勝瑞典，取得烏克蘭在歐洲國家盃決賽周中首場勝仗，可惜接下來的兩場分組賽分別敗給法國及英格蘭，最後只得小組第三名出局。
烏克蘭雖然在2016年歐洲國家盃首次通過外圍賽成功晉身決賽周，但期間表現差劣，最後更成爲當屆唯一一支「三零部隊」（零勝、零入球、零得分）。
後來，烏克蘭在2020年歐洲國家盃外圍賽的表現令人為之一亮，在前名將安德烈·舍甫琴科的執教下力壓上屆歐洲國家盃冠軍葡萄牙並以分組第一且提前一輪晉級，也成功連續3次都晉級歐洲國家盃決賽周。在2016年歐洲國家盃決賽周成為「三零部隊」的烏克蘭在2020年歐洲國家盃決賽周分組賽，分別敗給荷蘭和奧地利，僅打敗歐國盃決賽周新丁北馬其頓。但烏克蘭幸運地以最佳分組第三歷史性晉級十六強，並在不被看好下於加時絕殺以小組首名出線的瑞典而再進一步。雖然最終在八強賽中以0-4大敗於英格蘭，但已經是烏克蘭於歐洲國家盃的最佳成績。
2024年歐洲足球錦標賽外圍賽附加賽，烏克蘭在路徑B決賽2–1擊敗冰島，連續兩屆闖入歐洲國家盃決賽週，與羅馬尼亞、比利時、斯洛伐克並列E組，四支球隊都以4分持平，惟烏克蘭淨勝球排第四被淘汰。

## 賽事成績

### 世界杯成績
| 年份   | 最終成績                                     | 總排名                                       | 場數                                         | 勝                                           | 和*                                          | 負                                           | 得球                                         | 失球                                         |
| ------ | -------------------------------------------- | -------------------------------------------- | -------------------------------------------- | -------------------------------------------- | -------------------------------------------- | -------------------------------------------- | -------------------------------------------- | -------------------------------------------- |
| 1930年 | 隸屬蘇聯的一部分                             | 隸屬蘇聯的一部分                             | 隸屬蘇聯的一部分                             | 隸屬蘇聯的一部分                             | 隸屬蘇聯的一部分                             | 隸屬蘇聯的一部分                             | 隸屬蘇聯的一部分                             | 隸屬蘇聯的一部分                             |
| 1934年 | 隸屬蘇聯的一部分                             | 隸屬蘇聯的一部分                             | 隸屬蘇聯的一部分                             | 隸屬蘇聯的一部分                             | 隸屬蘇聯的一部分                             | 隸屬蘇聯的一部分                             | 隸屬蘇聯的一部分                             | 隸屬蘇聯的一部分                             |
| 1938年 | 隸屬蘇聯的一部分                             | 隸屬蘇聯的一部分                             | 隸屬蘇聯的一部分                             | 隸屬蘇聯的一部分                             | 隸屬蘇聯的一部分                             | 隸屬蘇聯的一部分                             | 隸屬蘇聯的一部分                             | 隸屬蘇聯的一部分                             |
| 1950年 | 隸屬蘇聯的一部分                             | 隸屬蘇聯的一部分                             | 隸屬蘇聯的一部分                             | 隸屬蘇聯的一部分                             | 隸屬蘇聯的一部分                             | 隸屬蘇聯的一部分                             | 隸屬蘇聯的一部分                             | 隸屬蘇聯的一部分                             |
| 1954年 | 隸屬蘇聯的一部分                             | 隸屬蘇聯的一部分                             | 隸屬蘇聯的一部分                             | 隸屬蘇聯的一部分                             | 隸屬蘇聯的一部分                             | 隸屬蘇聯的一部分                             | 隸屬蘇聯的一部分                             | 隸屬蘇聯的一部分                             |
| 1958年 | 隸屬蘇聯的一部分                             | 隸屬蘇聯的一部分                             | 隸屬蘇聯的一部分                             | 隸屬蘇聯的一部分                             | 隸屬蘇聯的一部分                             | 隸屬蘇聯的一部分                             | 隸屬蘇聯的一部分                             | 隸屬蘇聯的一部分                             |
| 1962年 | 隸屬蘇聯的一部分                             | 隸屬蘇聯的一部分                             | 隸屬蘇聯的一部分                             | 隸屬蘇聯的一部分                             | 隸屬蘇聯的一部分                             | 隸屬蘇聯的一部分                             | 隸屬蘇聯的一部分                             | 隸屬蘇聯的一部分                             |
| 1966年 | 隸屬蘇聯的一部分                             | 隸屬蘇聯的一部分                             | 隸屬蘇聯的一部分                             | 隸屬蘇聯的一部分                             | 隸屬蘇聯的一部分                             | 隸屬蘇聯的一部分                             | 隸屬蘇聯的一部分                             | 隸屬蘇聯的一部分                             |
| 1970年 | 隸屬蘇聯的一部分                             | 隸屬蘇聯的一部分                             | 隸屬蘇聯的一部分                             | 隸屬蘇聯的一部分                             | 隸屬蘇聯的一部分                             | 隸屬蘇聯的一部分                             | 隸屬蘇聯的一部分                             | 隸屬蘇聯的一部分                             |
| 1974年 | 隸屬蘇聯的一部分                             | 隸屬蘇聯的一部分                             | 隸屬蘇聯的一部分                             | 隸屬蘇聯的一部分                             | 隸屬蘇聯的一部分                             | 隸屬蘇聯的一部分                             | 隸屬蘇聯的一部分                             | 隸屬蘇聯的一部分                             |
| 1978年 | 隸屬蘇聯的一部分                             | 隸屬蘇聯的一部分                             | 隸屬蘇聯的一部分                             | 隸屬蘇聯的一部分                             | 隸屬蘇聯的一部分                             | 隸屬蘇聯的一部分                             | 隸屬蘇聯的一部分                             | 隸屬蘇聯的一部分                             |
| 1982年 | 隸屬蘇聯的一部分                             | 隸屬蘇聯的一部分                             | 隸屬蘇聯的一部分                             | 隸屬蘇聯的一部分                             | 隸屬蘇聯的一部分                             | 隸屬蘇聯的一部分                             | 隸屬蘇聯的一部分                             | 隸屬蘇聯的一部分                             |
| 1986年 | 隸屬蘇聯的一部分                             | 隸屬蘇聯的一部分                             | 隸屬蘇聯的一部分                             | 隸屬蘇聯的一部分                             | 隸屬蘇聯的一部分                             | 隸屬蘇聯的一部分                             | 隸屬蘇聯的一部分                             | 隸屬蘇聯的一部分                             |
| 1990年 | 隸屬蘇聯的一部分                             | 隸屬蘇聯的一部分                             | 隸屬蘇聯的一部分                             | 隸屬蘇聯的一部分                             | 隸屬蘇聯的一部分                             | 隸屬蘇聯的一部分                             | 隸屬蘇聯的一部分                             | 隸屬蘇聯的一部分                             |
| 1994年 | 1992年才成為國際足總成員，因而未獲准參加比賽 | 1992年才成為國際足總成員，因而未獲准參加比賽 | 1992年才成為國際足總成員，因而未獲准參加比賽 | 1992年才成為國際足總成員，因而未獲准參加比賽 | 1992年才成為國際足總成員，因而未獲准參加比賽 | 1992年才成為國際足總成員，因而未獲准參加比賽 | 1992年才成為國際足總成員，因而未獲准參加比賽 | 1992年才成為國際足總成員，因而未獲准參加比賽 |
| 1998年 | 未能晉級                                     | -                                            | -                                            | -                                            | -                                            | -                                            | -                                            | -                                            |
| 2002年 | 未能晉級                                     | -                                            | -                                            | -                                            | -                                            | -                                            | -                                            | -                                            |
| 2006年 | 八強                                         | 8                                            | 5                                            | 2                                            | 1                                            | 2                                            | 5                                            | 7                                            |
| 2010年 | 未能晉級                                     | -                                            | -                                            | -                                            | -                                            | -                                            | -                                            | -                                            |
| 2014年 | 未能晉級                                     | -                                            | -                                            | -                                            | -                                            | -                                            | -                                            | -                                            |
| 2018年 | 未能晉級                                     | -                                            | -                                            | -                                            | -                                            | -                                            | -                                            | -                                            |
| 2022年 | 未能晉級                                     | -                                            | -                                            | -                                            | -                                            | -                                            | -                                            | -                                            |
| 2026   | 待定                                         | -                                            | -                                            | -                                            | -                                            | -                                            | -                                            | -                                            |
| 總結   | 一次八強                                     | 1/7                                          | 5                                            | 2                                            | 1                                            | 2                                            | 5                                            | 7                                            |

（*）包括淘汰赛阶段要以延长赛或十二码决胜之和局（90分钟）。

### 歐洲國家杯成績
| 年份   | 最終成績         | 場次             | 勝               | 和*              | 負               | 入球             | 失球             |                  |
| ------ | ---------------- | ---------------- | ---------------- | ---------------- | ---------------- | ---------------- | ---------------- | ---------------- |
| 1960年 | 隸屬蘇聯的一部分 | 隸屬蘇聯的一部分 | 隸屬蘇聯的一部分 | 隸屬蘇聯的一部分 | 隸屬蘇聯的一部分 | 隸屬蘇聯的一部分 | 隸屬蘇聯的一部分 | 隸屬蘇聯的一部分 |
| 1964年 | 隸屬蘇聯的一部分 | 隸屬蘇聯的一部分 | 隸屬蘇聯的一部分 | 隸屬蘇聯的一部分 | 隸屬蘇聯的一部分 | 隸屬蘇聯的一部分 | 隸屬蘇聯的一部分 | 隸屬蘇聯的一部分 |
| 1968年 | 隸屬蘇聯的一部分 | 隸屬蘇聯的一部分 | 隸屬蘇聯的一部分 | 隸屬蘇聯的一部分 | 隸屬蘇聯的一部分 | 隸屬蘇聯的一部分 | 隸屬蘇聯的一部分 | 隸屬蘇聯的一部分 |
| 1972年 | 隸屬蘇聯的一部分 | 隸屬蘇聯的一部分 | 隸屬蘇聯的一部分 | 隸屬蘇聯的一部分 | 隸屬蘇聯的一部分 | 隸屬蘇聯的一部分 | 隸屬蘇聯的一部分 | 隸屬蘇聯的一部分 |
| 1976年 | 隸屬蘇聯的一部分 | 隸屬蘇聯的一部分 | 隸屬蘇聯的一部分 | 隸屬蘇聯的一部分 | 隸屬蘇聯的一部分 | 隸屬蘇聯的一部分 | 隸屬蘇聯的一部分 | 隸屬蘇聯的一部分 |
| 1980年 | 隸屬蘇聯的一部分 | 隸屬蘇聯的一部分 | 隸屬蘇聯的一部分 | 隸屬蘇聯的一部分 | 隸屬蘇聯的一部分 | 隸屬蘇聯的一部分 | 隸屬蘇聯的一部分 | 隸屬蘇聯的一部分 |
| 1984年 | 隸屬蘇聯的一部分 | 隸屬蘇聯的一部分 | 隸屬蘇聯的一部分 | 隸屬蘇聯的一部分 | 隸屬蘇聯的一部分 | 隸屬蘇聯的一部分 | 隸屬蘇聯的一部分 | 隸屬蘇聯的一部分 |
| 1988年 | 隸屬蘇聯的一部分 | 隸屬蘇聯的一部分 | 隸屬蘇聯的一部分 | 隸屬蘇聯的一部分 | 隸屬蘇聯的一部分 | 隸屬蘇聯的一部分 | 隸屬蘇聯的一部分 | 隸屬蘇聯的一部分 |
| 1992年 | 以獨聯體身份參賽 | 以獨聯體身份參賽 | 以獨聯體身份參賽 | 以獨聯體身份參賽 | 以獨聯體身份參賽 | 以獨聯體身份參賽 | 以獨聯體身份參賽 | 以獨聯體身份參賽 |
| 1996年 | 未能晉級         | 未能晉級         | 未能晉級         | 未能晉級         | 未能晉級         | 未能晉級         | 未能晉級         | 未能晉級         |
| 2000年 | 未能晉級         | 未能晉級         | 未能晉級         | 未能晉級         | 未能晉級         | 未能晉級         | 未能晉級         | 未能晉級         |
| 2004年 | 未能晉級         | 未能晉級         | 未能晉級         | 未能晉級         | 未能晉級         | 未能晉級         | 未能晉級         | 未能晉級         |
| 2008年 | 未能晉級         | 未能晉級         | 未能晉級         | 未能晉級         | 未能晉級         | 未能晉級         | 未能晉級         | 未能晉級         |
| 2012年 | 小組賽           | 3                | 1                | 0                | 2                | 2                | 4                |                  |
| 2016年 | 小組賽           | 3                | 0                | 0                | 3                | 0                | 5                |                  |
| 2020年 | 八強             | 5                | 2                | 0                | 3                | 6                | 10               |                  |
| 2024年 | 小組賽           | 3                | 1                | 1                | 1                | 2                | 4                |                  |
| 總結   | 4/8              | 14               | 4                | 1                | 9                | 10               | 23               |                  |

（*）包括淘汰赛阶段要以延长赛或十二码决胜之和局（90分钟）。

### 歐足聯國家聯賽成绩
| 年份    | 最终成绩       | 场数 | 胜 | 和* | 负 | 入球 | 失球 | 備考                   |
| ------- | -------------- | ---- | -- | --- | -- | ---- | ---- | ---------------------- |
| 2018–19 | 未能晉身決賽週 | 4    | 3  | 0   | 1  | 5    | 5    | 聯賽B，下季升級至聯賽A |
| 2020–21 | 未能晉身決賽圈 | 6    | 2  | 0   | 4  | 5    | 13   | 聯賽A，下季降級至聯賽B |
| 总结    | 0/2            | 10   | 5  | 0   | 5  | 10   | 18   | --                     |

（*）包括淘汰赛阶段要以延长赛或十二码决胜之和局（90分钟）。

## 球員名單

### 入選球員名單
- 以下是2024年歐洲國家盃26人正選名單
- 名單更新日期：2024年6月7日

| 號碼 | 位置 | 球員姓名                                   | 出生日期（年齡）       | 出賽 | 入球 | 效力球會     |
| ---- | ---- | ------------------------------------------ | ---------------------- | ---- | ---- | ------------ |
| 1    |      | 希爾西·布尚（Heorhiy Bushchan）            | 1994年5月31日（30歲）  | 18   | 0    | 基輔迪納摩   |
| 12   |      | 阿納托利·特魯賓（Anatoliy Trubin）         | 2001年8月1日（22歲）   | 11   | 0    | 本菲卡       |
| 23   |      | 安德里·卢宁（Andriy Lunin）                | 1999年2月11日（25歲）  | 11   | 0    | 皇家马德里   |
|      |      |                                            |                        |      |      |              |
| 2    | 后卫 | 尤金·科諾普利亞（Yukhym Konoplya）         | 1999年8月26日（24歲）  | 13   | 1    | 頓內次克礦工 |
| 3    | 后卫 | 亞歷山大·斯瓦托克（Oleksandr Svatok）      | 1994年9月27日（29歲）  | 6    | 0    | 迪尼普       |
| 4    | 后卫 | 馬克西姆·塔洛韋羅夫（Maksym Taloverov）    | 2000年6月28日（23歲）  | 3    | 0    | 林茨         |
| 13   | 后卫 | 伊利亞·扎巴尼（Illya Zabarnyi）            | 2002年9月1日（21歲）   | 35   | 1    | 伯恩茅斯     |
| 16   | 后卫 | 維塔利·麥克倫科（Vitaliy Mykolenko）       | 1999年5月29日（25歲）  | 40   | 1    | 埃弗顿       |
| 21   | 后卫 | 瓦列里·邦達爾（Valeriy Bondar）            | 1999年2月27日（25歲）  | 4    | 0    | 頓內次克礦工 |
| 22   | 后卫 | 米科拉·馬特維延科（Mykola Matviyenko）     | 1996年5月2日（28歲）   | 64   | 0    | 頓內次克礦工 |
| 24   | 后卫 | 奧列克山大·泰姆奇克（Oleksandr Tymchyk）   | 1997年1月20日（27歲）  | 17   | 1    | 基輔迪納摩   |
| 26   | 后卫 | 博赫丹·米赫列琴科（Bohdan Mykhaylichenko） | 1997年3月21日（27歲）  | 8    | 0    | 普列斯亞     |
|      |      |                                            |                        |      |      |              |
| 5    | 中場 | 謝爾蓋·斯托祖科（Serhiy Sydorchuk）        | 1991年5月2日（33歲）   | 61   | 3    | 韋斯達路     |
| 6    | 中場 | 塔拉斯·斯捷潘年科（Taras Stepanenko）      | 1989年8月8日（34歲）   | 82   | 4    | 頓內次克礦工 |
| 8    | 中場 | 魯斯蘭·馬林諾夫斯基（Ruslan Malinovskyi）  | 1993年5月4日（31歲）   | 60   | 7    | 热那亚       |
| 10   | 中場 | 米哈伊洛·穆德里克（Mykhaylo Mudryk）       | 2001年1月5日（23歲）   | 20   | 2    | 切尔西       |
| 14   | 中場 | 希爾西·蘇達科夫（Heorhiy Sudakov）         | 2002年9月1日（21歲）   | 16   | 1    | 頓內次克礦工 |
| 15   | 中場 | 維克多·齊甘科夫（Viktor Tsyhankov）        | 1997年11月15日（26歲） | 53   | 12   | 赫罗纳       |
| 17   | 中場 | 奧歷山大·辛真高（Oleksandr Zinchenko）     | 1996年12月15日（27歲） | 62   | 9    | 阿森纳       |
| 18   | 中場 | 弗拉基米爾·布拉迪科（Volodymyr Brazhko）   | 2002年1月23日（22歲）  | 3    | 0    | 基輔迪納摩   |
| 19   | 中場 | 米科拉·夏帕倫科（Mykola Shaparenko）       | 1998年10月4日（25歲）  | 30   | 1    | 基輔迪納摩   |
|      |      |                                            |                        |      |      |              |
| 7    | 前鋒 | 安德烈·亚尔莫连科（Andriy Yarmolenko）     | 1989年10月23日（34歲） | 118  | 46   | 基輔迪納摩   |
| 9    | 前鋒 | 罗曼·亚列姆丘克（Roman Yaremchuk）         | 1995年11月27日（28歲） | 49   | 14   | 巴伦西亚     |
| 11   | 前鋒 | 阿尔乔姆·多夫比克（Artem Dovbyk）          | 1997年6月21日（26歲）  | 27   | 9    | 赫罗纳       |
| 20   | 前鋒 | 奧歷山大·祖布科夫（Oleksandr Zubkov）      | 1996年8月3日（27歲）   | 32   | 2    | 頓內次克礦工 |
| 25   | 前鋒 | 弗拉迪斯拉夫·瓦納特（Vladyslav Vanat）     | 2002年1月4日（22歲）   | 6    | 0    | 基輔迪納摩   |

## 球员记录

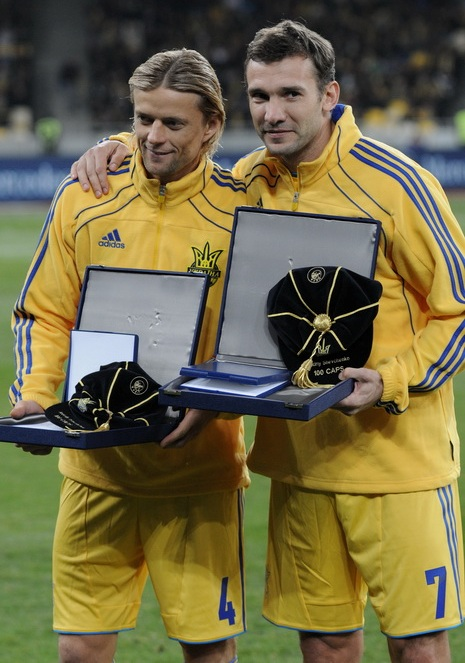
阿纳托利·季莫什丘克 与舍甫琴科

2024年6月26日更新，粗体字代表現役的球员

### 出场纪录
| 編號 | 姓名                                      | 效力时期  | 位置 | 出场 | 进球 |
| ---- | ----------------------------------------- | --------- | ---- | ---- | ---- |
| 1    | （Anatoliy Tymoshchuk）                   | 2000–2016 | 中場 | 144  | 4    |
| 2    | （Andriy Yarmolenko）                     | 2009–     | 前鋒 | 122  | 46   |
| 3    | （Andriy Shevchenko）                     | 1995–2012 | 前鋒 | 111  | 48   |
| 4    | （Andriy Pyatov）                         | 2007–2022 | 門將 | 102  | 0    |
| 5    | 魯斯蘭·羅坦 （Ruslan Rotan）              | 2003–2018 | 中場 | 100  | 8    |
| 6    | 奧萊·胡西耶夫 （Oleh Husyev）             | 2003–2016 | 中場 | 98   | 13   |
| 7    | （Oleksandr Shovkovskiy）                 | 1994–2012 | 門將 | 92   | 0    |
| 8    | 耶夫恩·科诺普里安卡（Yevhen Konoplyanka） | 2010–2023 | 中場 | 87   | 21   |
| 9    | 塔拉斯·斯捷潘年科（Taras Stepanenko）     | 2010–     | 中場 | 85   | 4    |
| 10   | （Serhiy Rebrov）                         | 1992–2006 | 前鋒 | 75   | 15   |

### 進球纪录
| 編號 | 姓名                                      | 效力时期  | 位置 | 出场 | 进球 |
| ---- | ----------------------------------------- | --------- | ---- | ---- | ---- |
| 1    | （Andriy Shevchenko）                     | 1995–2012 | 前鋒 | 111  | 48   |
| 2    | （Andriy Yarmolenko）                     | 2009–     | 前鋒 | 122  | 46   |
| 3    | 耶夫恩·科诺普里安卡（Yevhen Konoplyanka） | 2010–2023 | 中場 | 87   | 21   |
| 4    | 罗曼·亚莱姆楚克 （Roman Yaremchuk）       | 2018–     | 前鋒 | 53   | 16   |
| 5    | （Serhiy Rebrov）                         | 1992–2006 | 前鋒 | 75   | 15   |
| =6   | （Viktor Tsyhankov）                      | 2016–     | 前鋒 | 55   | 13   |
| =6   | 奧萊·胡西耶夫 （Oleh Husyev）             | 2003–2016 | 中場 | 98   | 13   |
| 8    | 謝爾希·納扎連科 （Serhiy Nazarenko）      | 2003–2012 | 中場 | 56   | 12   |
| 9    | 耶夫恩·謝列茲尼奧夫 （Yevhen Seleznyov）  | 2008–2018 | 前鋒 | 58   | 11   |
| 10   | 阿尔乔姆·多夫比克（Artem Dovbyk）         | 2021–     | 前鋒 | 31   | 10   |

## 歷任領隊成績

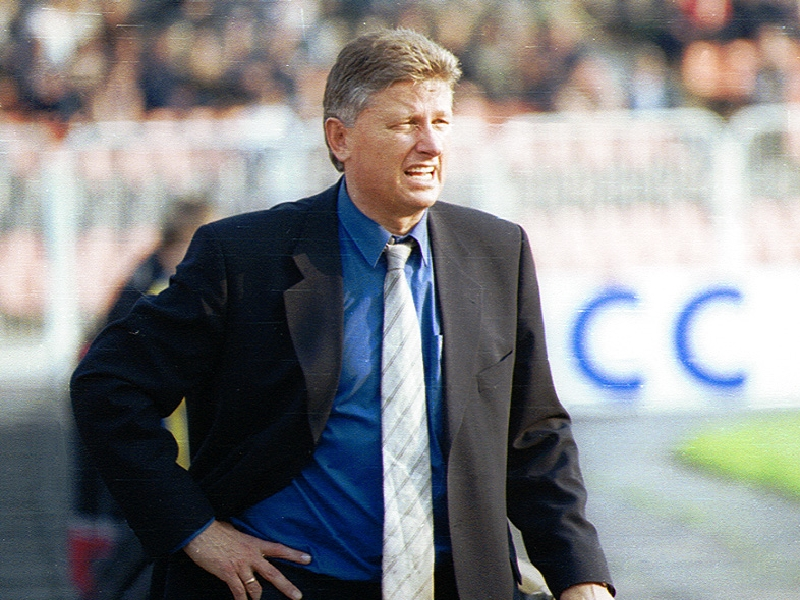
維克多·普羅科彭科為獨立後的國家隊第一任教練

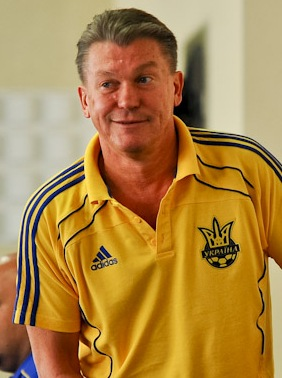
奥列格·布洛欣帶隊打進2006年世界盃，並寫下八強記錄

曾任國家隊隊長幫助打進2006年世界盃八強的舍甫琴科，再次以教練身分帶隊打進2020年歐洲國家盃八強賽寫紀錄，圖為2017年場邊執教的畫面.

更新日期：2024年6月26日（三）
| 领队                                                | 年期        | 比赛场数 | 胜 | 和 | 负 | 胜出率 | 主要賽事成績           |
| --------------------------------------------------- | ----------- | -------- | -- | -- | -- | ------ | ---------------------- |
| 維克多·普羅科彭科（Viktor Prokopenko）              | 1992        | 3        | 0  | 1  | 2  | 0.0    |                        |
| 麥可拉·帕甫洛夫（Mykola Pavlov）〈臨時領隊〉        | 1992        | 1        | 0  | 1  | 0  | 0.0    |                        |
| 奧列·巴茲列維奇（Oleh Bazylevych）                  | 1993 - 1994 | 11       | 4  | 3  | 4  | 36.4   |                        |
| 麥可拉·帕甫洛夫（Mykola Pavlov）〈臨時領隊〉        | 1994        | 2        | 0  | 0  | 2  | 0.0    |                        |
| 約熱夫·薩博（Yozhef Sabo）                          | 1994        | 2        | 1  | 1  | 0  | 50.0   |                        |
| 阿納托利·康科夫（Anatoliy Konkov）                  | 1995        | 7        | 3  | 0  | 4  | 42.9   |                        |
| 約熱夫·薩博（Yozhef Sabo）                          | 1996 - 1999 | 32       | 15 | 11 | 6  | 46.9   |                        |
| 瓦列里·洛巴諾夫斯基（Valeriy Lobanovskyi）          | 2000 - 2001 | 18       | 6  | 7  | 5  | 33.3   |                        |
| 列昂尼德·布里亞克（Leonid Buryak）                  | 2002 - 2003 | 19       | 5  | 6  | 8  | 26.3   |                        |
| 奥列格·布洛欣（Oleg Blokhin）                       | 2003 - 2007 | 46       | 21 | 14 | 11 | 45.7   | 2006年世界盃八強       |
| 奧列克西·米哈伊利琴科（Oleksiy Mykhaylychenko）     | 2008 - 2009 | 21       | 12 | 5  | 4  | 57.1   |                        |
| 邁倫·馬爾科維奇（Myron Markevych）                  | 2010        | 4        | 3  | 1  | 0  | 75.0   |                        |
| 尤里·卡利特文泰夫（Yuriy Kalytvyntsev）〈臨時領隊〉 | 2010 - 2011 | 8        | 1  | 5  | 2  | 12.5   |                        |
| 奥列格·布洛欣（Oleg Blokhin）                       | 2011 - 2012 | 18       | 7  | 3  | 8  | 38.9   | 2012年歐洲國家盃小組賽 |
| 安德烈·巴爾（Andriy Bal）〈臨時領隊〉               | 2012        | 2        | 0  | 1  | 1  | 0.0    |                        |
| 亞歷山大·扎瓦羅夫（Oleksandr Zavarov）〈臨時領隊〉  | 2012        | 1        | 1  | 0  | 0  | 100    |                        |
| 米哈伊洛·弗門科（Mykhaylo Fomenko）                 | 2012 - 2016 | 37       | 24 | 6  | 7  | 64.9   | 2016年歐洲國家盃小組賽 |
| （Andriy Shevchenko）                               | 2016 - 2021 | 51       | 25 | 13 | 13 | 49.0   | 2020年歐洲國家盃八強   |
| 亞歷山大·佩特拉科夫 （Oleksandr Petrakov）          | 2021 - 2023 | 15       | 6  | 7  | 2  | 40.0   |                        |
| 魯斯蘭·羅坦 （Ruslan Rotan）〈臨時領隊〉            | 2023        | 1        | 0  | 0  | 1  | 0.0    |                        |
| （Serhiy Rebrov）                                   | 2023 -      | 16       | 8  | 4  | 4  | 50.0   | 2024年歐洲國家盃小組賽 |

## 著名球員
- （Andriy Shevchenko）
- （Andriy Voronin）
- （Anatoliy Tymoshchuk）
- （Oleksandr Shovkovskiy）
- （Andriy Yarmolenko）
- 耶夫恩·科诺普里安卡 （Yevhen Konoplyanka）
- （Serhiy Rebrov）
- 魯斯蘭·羅坦 （Ruslan Rotan）
- 奧列格·盧日內 （Oleh Luzhny）
- （Andriy Pyatov）
- 庫切爾 （Oleksandr Kucher）
- 奧萊克桑德·霍洛夫科 （Oleksandr Holovko）
- 奧萊·胡西耶夫 （Oleh Husyev）
- 奧歷山大·辛真高 （Oleksandr Zinchenko）

## 备注
1. 1 2  蒂莫斯楚克是事实上代表乌克兰国家足球队出场最多的球员，但因他在2022年俄乌战争中保持缄默，乌克兰足协删去了他在乌克兰国家队的所有记录，取消了他在乌克兰足协所举办赛事中取得的一切荣誉。

## 外部連結
- 烏克蘭足協網頁